# Мозер, Франческо
Франче́ско Мозе́р (итал. Francesco Moser; род. 19 июня 1951, Palù di Giovo, Трентино-Альто-Адидже) — итальянский профессиональный шоссейный велогонщик, победитель Джиро д’Италия 1984 года.
Спортивное прозвище — «Шериф» (итал. Lo sceriffo).
В 1972 году принимал участие в Олимпиаде-1972 в Мюнхене и занял 8-е место в индивидуальной шоссейной гонке на время.
Начал профессиональную карьеру в 1973 году. Являлся одним из лучших велогонщиков с середины 70-х и до начала 80-х. Стал лучшим молодым гонщиком Тур де Франс 1975 года, заняв 7-е место (в первый год, когда разыгрывалась эта классификация и единственный раз, когда участвовал в Туре), выиграл Джиро д’Италия в 1984 году (всего за карьеру 23 победы на этапах Джиро), чемпион мира в шоссейной гонке 1977 года в Сан-Кристобале.
Одержал шесть побед в трёх из пяти самых престижных велооднодневок, в том числе трижды подряд выигрывал знаменитую однодневку Париж — Рубэ (1978-80). Мозер обладал большой силой, что делало из него хорошего спринтера, но это означало, что он не мог хорошо ездить в горах.
В 1984 году в Мехико побил рекорд в часовой гонке на треке, установленный в 1972 году Эдди Мерксом, проехав 51 км 151 м. Рекорд Мозера продержался до 1993 года. В 1999 году Франческо признался, что использовал при этом кровяной допинг, который не был в то время незаконным.
Завершил карьеру в 1988 году.
Его брат Альдо два племянника Иньяцио и Морено также профессиональные велогонщики.